# Angiolo Achini
Angiolo Achini (n. 6 martie 1850, Milano, Imperiul Austriac – d. 16 ianuarie 1930, Milano, Regatul Italiei) a fost un pictor italian.

## Biografie
Angiolo Achini s-a născut la Milano. A studiat la Academia Brera, unde a studiat sub Giuseppe Bertini. La 27 de ani, a câștigat un premiu național pentru cea mai bună pictură istorică. La începutul anilor '30, a devenit adeptul pictorului Tranquillo Cremona (membru de frunte al Scapigliatura).A pictat două portrete ale lui Cremona. După ce și-a încheiat studiile, a expus picturi la Roma și Milano în 1881 și la Torino în 1882. De asemenea, și-a expus picturile în străinătate, de exemplu la München, în 1888. Printre tablourile sale istorice au fost Savonarola arestat și Conversația lui Clement al VII-lea cu Charles al VI-lea împotriva Florenței (1880, expus la Torino). În 1881, la Milano, a expus tabloul Una nevicata. În 1883 la Milano: Botezul; Lo scalo merci; două portrete; una Messalina și La ripa di porta Ticinese. În 1883, la Roma, a expus Interno di San Marco; Attenzione; Circus Romanus; Tranquillo Cremona sul suo letto di morte; Ottobre și Tramonto. În 1886, la Milano, a expus acuarelele Monaca și Marina, și tablourile în ulei Vedova; Lo scarico delle merci și Amor Materno.
A murit la Milano la 16 ianuarie 1930.